# Wilhelm Petersen (Politiker, 1889)
Wilhelm Petersen (* 3. Juli 1889 in Altona; † 29. November 1968 in Frankfurt am Main) war ein deutscher Metallarbeiter, internationaler Gewerkschaftsfunktionär und Mitglied der Hamburgischen Bürgerschaft.

## Kaiserzeit und Weimarer Republik
Petersen erlernte den Beruf eines Werkzeugmachers und wurde 1908 Mitglied des Deutschen Metallarbeiter-Verbandes (DMV). 1919 wurde er als Agitationsleiter des Hamburger DMV zuständig für die Öffentlichkeitsarbeit und Mitgliedergewinnung. Von 1920 bis zur Zerschlagung der freien Gewerkschaften am 2. Mai 1933 war er der 1. Bevollmächtigte der DMV-Verwaltungsstelle Hamburg.

## Nationalsozialismus
Anfang 1933 wurde Wilhelm Petersen für die SPD zum Mitglied der Hamburger Bürgerschaft gewählt. Er trennte sich am 2. Mai von der SPD-Fraktion und bildete mit anderen Gewerkschaftern eine Gewerkschaftsfraktion. Zusammen mit John Ehrenteit, Hugo Schotte und anderen folgten sie dem proklamierten Kurs der Leitung des Allgemeinen Deutschen Gewerkschaftsbundes (ADGB), sich von der SPD zu distanzieren und sich der neuen Machtsituation zu stellen. Die Gewerkschaftsfraktion erreichte aber mit sechs Abgeordneten nicht die Fraktionsstärke und sie schlossen sich als Hospitanten der NSDAP-Fraktion an. Die Mitglieder der Gewerkschaftsfraktion rechtfertigten diesen Schritt, der innerhalb der SPD und großen Teilen der Gewerkschaft als Verrat angesehen wurde, damit, dass sie die parlamentarische Vertretung der Arbeiterbewegung retten wollten. Sie waren der Meinung (und sollten recht behalten), dass die SPD kurze Zeit später verboten werden würde. Dass sie aber durch diese Anlehnung an die neuen Machthaber etwas für die Arbeiterschaft erreichen würden, war Illusion. Am 10. Juli 1933 wurden ihrer Mandate kurz nach denen der SPD gestrichen.
Wilhelm Petersen wurde 1933 und in den nachfolgenden Jahren mehrfach verhaftet und er erhielt Berufsverbot. Er engagierte sich im antifaschistischen gewerkschaftlichen Widerstand und gehörte dabei zu den deutschen Verbindungsstellen des Generalsekretärs der Internationalen Vereinigung der Seeleute Edo Fimmen.

## Nachkriegszeit
Nach der Befreiung vom Nationalsozialismus 1945 wurde Wilhelm Petersen zunächst zum ehrenamtlichen Vorsitzenden und nach der Konstituierung erneut zum Bevollmächtigten der IG Metall für Hamburg und Umgebung. Er saß von Februar bis Oktober 1946 als Vertreter für die Gewerkschaftsfraktion in der Ernannten Hamburgischen Bürgerschaft.
Von 1947 bis 1949 war er zudem Beisitzer im Hauptvorstand des DGB-Vorstands für die britische Zone und das Land Bremen. 1947 wurde er zusammen mit Walter Freitag Vorsitzender der IG Metall für diese Region und 1948 dann zusammen mit Hans Brümmer und Walter Freitag Vorsitzender der IG Metall für die Bizone. Von 1950 bis 1956 war er Mitglied des geschäftsführenden Vorstandes der IG Metall und von 1956 bis 1964 Vorsitzender des Kontrollausschusses der IG Metall.
Von 1952 bis 1957 amtierte Wilhelm Petersen als Präsident der Abteilung Maschinenindustrie und Apparatebau des Internationalen Metallgewerkschaftsbundes (IMB).

## Schriften
Zusammen mit Johannes Schult gab er mehrere Handbücher für den DGB-Landesbezirk Nordmark zur Durchführung von Versammlungen im Hamburger Verlag Freie Gewerkschaft heraus.